# Liste der Bodendenkmäler in Mantel (Markt)
Auf dieser Seite sind die Bodendenkmäler in dem Oberpfälzer Markt Mantel zusammengestellt. Diese Tabelle ist eine Teilliste der Liste der Bodendenkmäler in Bayern. Grundlage ist die Bayerische Denkmalliste, die auf Basis des Bayerischen Denkmalschutzgesetzes vom 1. Oktober 1973 erstmals erstellt wurde und seither durch das Bayerische Landesamt für Denkmalpflege geführt wird. Die folgenden Angaben ersetzen nicht die rechtsverbindliche Auskunft der Denkmalschutzbehörde.

## Bodendenkmäler in Mantel

### Bodendenkmäler in der Gemarkung Mantel
| Lage              | Objekt | Akten-Nr.     | Bild |
| ----------------- | --- | ------------- | ---- |
| Mantel (Standort) | Archäologische Befunde und Funde des Mittelalters und der frühen Neuzeit im Bereich der evangelisch-lutherischen Pfarrkirche St. Peter und Paul in Mantel und des zugehörigen Kirchhofes. | D-3-6338-0036 |      |
| Mantel (Standort) | Archäologische Befunde des Mittelalters und der frühen Neuzeit im Bereich der katholischen Kirche St. Moritz in Mantel, darunter die Spuren von Vorgängerbauten bzw. älterer Bauphasen.   | D-3-6338-0037 |      |

### Bodendenkmäler in der Gemarkung Rupprechtsreuth
| Lage                       | Objekt | Akten-Nr.     | Bild |
| -------------------------- | --- | ------------- | ---- |
| Rupprechtsreuth (Standort) | Mittelalterlicher Turmhügel. | D-3-6338-0017 |      |
| Rupprechtsreuth (Standort) | Die Mördergrube oder Räuberburg, eine historische Trichtergrube mit Randwall. | D-3-6338-0018 |      |
| Rupprechtsreuth (Standort) | Archäologische Befunde des Mittelalters und der frühen Neuzeit im Bereich des ehemaligen Schlosses in Rupprechtsreuth, darunter die Spuren von Vorgängerbauten bzw. älterer Bauphasen. | D-3-6338-0022 |      |
| Rupprechtsreuth (Standort) | Archäologische Befunde und Funde des Mittelalters und der frühen Neuzeit im Bereich des ehemaligen Hammerschlosses Untermantel.                                                        | D-3-6338-0038 |      |

### Bodendenkmäler in der Gemarkung Steinfels
| Lage                 | Objekt | Akten-Nr.     | Bild |
| -------------------- | --- | ------------- | ---- |
| Steinfels (Standort) | Archäologische Befunde des Mittelalters und der frühen Neuzeit im Bereich des ehemaligen Schlosses Steinfels. | D-3-6337-0003 |      |